# Конюшина блідо-жовта
Конюшина блідо-жовта (Trifolium ochroleucon) — вид рослин з родини бобові (Fabaceae), поширений у пн.-зх. Африці, Європі й зх. Азії.

## Опис
Багаторічна рослина 20–50 см. Верхні зубці чашечки коротше трубки, нижній — по довжині дорівнює їй. Трав'яниста рослина з повзучим кореневищем. Стебла волосисті на основі. Листки, як правило, тричастинні, двостороннє волосисті, нижні довго черешкові, верхні майже сидячі. Суцвіття від кулястих до яйцюватих. Віночок завдовжки ≈ 15 мм, блідо-жовтий. Плід — яйцеподібні стручок.

## Поширення
Поширений у пн.-зх. Африці (Марокко, Алжир), Європі й зх. Азії — Туреччина, Іран, Сирія.
В Україні вид зростає на луках, в узліссях і чагарниках — у Карпатах, Лісостепу (Поділля), в Степу (південний захід).